# Умм-ен-Наїм
Умм-ен-Наї́м — дрібний низинний острів в Червоному морі в архіпелазі Дахлак, належить Еритреї, адміністративно відноситься до району Дахлак регіону Семіен-Кей-Бахрі.

## Географія
Розташований на схід від мису Рас-Шока на острові Дахлак. Має видовжену з північного сходу на південний захід форму, довжиною понад 500 м. Північно-східний край поступово переходить в піщану косу. Ширина острова сягає 250 м. Окрім північно-західного берега острів облямований кораловими рифами.